# Queratinòcit

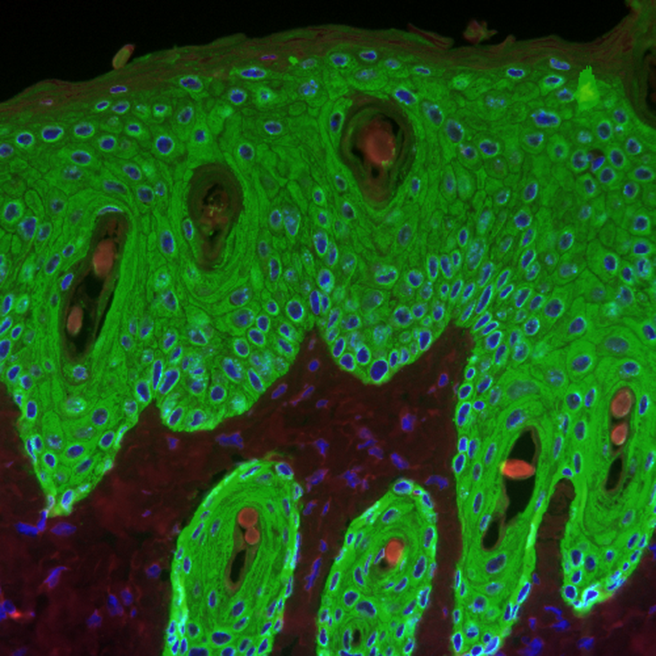
Queratinòcits (tenyits en verd) en la pell d'un ratolí

Un queratinòcit és un tipus de cèl·lula predominant en l'epidermis, la capa més superficial de la pell, constituint 90% de les cèl·lules trobades allà en el cas d'humans. Aquells queratinòcits trobats en la capa basal (estratum basale) de la pell són de vegades anomenats "queratinòcits basals".